# Vierbach (Wehre)
Die Vierbach ist ein 12,5 km langer, westlicher und orographisch linker Zufluss der Wehre im nordhessischen Werra-Meißner-Kreis (Deutschland).

## Name
Der Bach wurde um das Jahr 1613 („vber der Fierbach hin“) zum ersten Mal schriftlich erwähnt. Das Bestimmungswort des Namens könnte sich vielleicht vom mittelniederdeutschen Wort vīrt mit der Bedeutung „wilder Wald, Buschwald“ ableiten.

## Verlauf
Die gänzlich im Geo-Naturpark Frau-Holle-Land (Werratal.Meißner.Kaufunger Wald) fließende Vierbach entspringt auf der Ostflanke des Hohen Meißners (753,6 m ü. NHN). Ihre Quelle liegt westlich von Germerode, einem Gemeindeteil von Meißner, auf etwa 430 m Höhe.
Anfangs fließt die Vierbach in Richtung Osten nach Germerode; von dort wendet sie sich entlang der Landesstraße 3243 nach Südosten. Ein paar Kilometer nach Durchfließen dieses Dorfs und etwas nach Passieren der Queckmühle verläuft das Fließgewässer durch das Dorf Vierbach, einem Ortsteil der Gemeinde Wehretal. Danach passiert der Bach die Brausmühle und verläuft in seinem Unterlauf ostwärts.
Schließlich mündet die Vierbach – nach Unterqueren der Kanonenbahn, der Bahnstrecke Bebra–Göttingen und der Bundesstraße 27 und nach Passieren der Riedmühle – etwas nordwestlich unterhalb des nicht direkt an der Vierbach gelegenen Dorfs Reichensachsen, dem Sitz der Gemeindeverwaltung von Wehretal, auf ihren letzten Metern von Südsüdwesten kommend auf rund 175 m Höhe in den südlichen Werra-Zufluss Wehre.

## Einzugsgebiet und Zuflüsse
Zu den Zuflüssen der Vierbach, deren Einzugsgebiet 21,22 km² umfasst, gehören mit orographischer Zuordnung (l = linksseitig, r = rechtsseitig), Gewässerlänge, Mündungsort mit Vierbachkilometer und – wenn bekannt – Einzugsgebiet (flussabwärts betrachtet):
- Kaltwasser (l; 0,5 km), oberhalb Germerode (nahe km 12,15)
- Eichbach (r; 1,8 km), unterhalb Germerode, oberhalb der Queckmühle (nahe km 7,65), 2,526 km²
- Finkenbach (r; 1,2 km), unterhalb Germerode, unterhalb der Queckmühle (nahe km 7,4)